# Municipio 3 Cape Fear
Township 3, Cape Fear es una subdivisión territorial del condado de Lee, Carolina del Norte, Estados Unidos. Según el censo de 2020, tiene una población de 3983 habitantes.
Es una subdivisión exclusivamente geográfica, por cuanto el estado de Carolina del Norte no utiliza la herramienta de los townships como Gobiernos municipales. El mantenimiento de los datos es realizado por la Oficina del Censo en cooperación con los Gobiernos del estado y de los condados.
Es incorrecto en este caso, por lo tanto, traducir township como municipio.

## Geografía
La subdivisión está ubicada en las coordenadas 35°30′32″N 79°02′34″O / 35.50889, -79.04278 (35.508873, -79.042739).